# 向井正綱
向井 正綱（むかい まさつな）は、戦国時代から江戸時代前期にかけての武将。諱は政綱とも。なお「向井」と名乗ったのは正綱からで、それ以前は「向」であった。

## 出自
鈴木かほるによれば、氏祖は仁木義長の子長宗であり、向氏の発祥地は伊賀・伊勢の国境に位置する伊賀国向庄である。この地は太閤検地により伊勢国に属した伊勢国鈴鹿郡関町大字加太向井である。おそらく義兄長谷川長久の招きであろうが、正綱の父正重のとき駿河に渡海し今川義元に仕えている。正重は今川氏滅亡の後は武田信玄より「海賊の儀」として招かれ、「駿州四海賊」の一として度々の感状を賜っている。ところが天正7年(1579年)9月、徳川家康の攻撃を受け駿河持舟城において城代三浦義鏡とともに死守し、養子政勝(実父は長谷川長久)とともに自害し果てている。
武田勝頼が滅亡すると、子正綱は徳川家康に帰属し海上軍事官僚として御召船奉行として活躍している。「向」を「向井」と書くようになったのは正綱からであり、将監と称したのは子忠勝である。

## 生涯
弘治2年（1556年）、 伊勢国の海賊で、今川氏や武田氏に水軍の将として仕えた向井正重の子として誕生。
天正7年（1579年）9月19日、三河国の徳川氏の駿河侵攻において徳川家臣・牧野康成らが駿河国用宗城（静岡県静岡市）を攻め、この合戦により父・正重や義兄・政勝が討死した。政綱はこれにより家督を継承し、同年10月16日には武田勝頼から遺領を安堵されている。天正8年（1580年）4月25日には武田氏の伊豆浦攻めにおいて、政綱は武田水軍の小浜景隆とともに相模国・後北条氏の梶原備前守率いる北条水軍と戦う。天正9年（1581年）3月29日には、小浜景隆のもとで政綱や海賊衆の伊丹虎康らが伊豆久料津（静岡県沼津市）において、北条水軍の梶原備前守を撃破する。政綱はこの功績により同年4月8日付で勝頼から感状を与えられている。
天正10年（1582年）3月に織田信長の甲州征伐により甲斐武田氏が滅亡すると、水軍を欲しがっていた徳川家康の命をうけた本多重次の誘いを受けて、他の武田水軍衆であった小浜氏、千賀氏、間宮氏らと共に召抱えられた。
はじめ本多重次の配下として200俵の扶持を得て、伊豆国攻めや小牧・長久手の戦いなどに従軍。北条水軍の梶原景宗や、織田（羽柴）水軍の九鬼嘉隆ら名だたる水軍の将を破るなど目覚しい活躍をし徳川水軍の中心となっていった。その後、家康の乗る船を預かる御船手奉行に任じられ、小田原征伐においては相模湾での包囲を担当した。徳川氏が江戸へ移封されると、相模国・上総国で2千石を得て、相模国三崎に入った。関ヶ原の戦いでは海路が荒れて遅参するものの、その地位は変わらず江戸湾の警護・発展に貢献した。
寛永元年（1624年）、死去。墓所は神奈川県三浦市の紫陽山見桃寺。

## 長谷川氏との関係
大和国の国人出身で、駿河国に拠った長谷川氏と深い繋がりがある。姉婿で、父・正重の養子となった義兄・向井政勝（正行とも）は長谷川長久の子で、正綱の正室も同じく長久の娘である。さらに同じく長久の子である長谷川長綱は正綱と共に徳川家康に仕え、海運に長じて関東代官頭にまで栄達した。互いに三浦半島を与えられてそれぞれ江戸湾の警護と海運を担当。さらには正綱の嫡子忠勝の正室には長綱の娘が入るなど、深い関係を築き、それぞれよく補佐したと伝わる。
なお、フィクション色の強いさいとう・たかをの漫画『鬼平犯科帳』では、長谷川平蔵が大規模に船を必要とした際に向井家に助力を頼むシーンもある。

## 文学作品における向井正綱
- 隆慶一郎 - 小説「見知らぬ海へ」（講談社文庫（書籍情報:ISBN 4-06-185774-6））
- 白石一郎 - 小説「航海者」三浦按針の生涯（文藝春秋（書籍情報:ISBN 4-16-737025-5））
- 諏訪宗篤-小説「海賊忍者」(角川書店:ISBN 978-4-04-115287-4)